# Oberonia arunachalensis
Oberonia arunachalensis är en orkidéart som beskrevs av A.Nageswara Rao. Oberonia arunachalensis ingår i släktet Oberonia och familjen orkidéer.
Artens utbredningsområde är Arunachal Pradesh. Inga underarter finns listade i Catalogue of Life.